# Хижняк Антоніна Валеріївна
Антоніна Валеріївна Хижняк; нар. 28 липня 1990, Українка, Київська область) — українська акторка театру, кіно та дубляжу.

## Життєпис
Народилась 28 липня 1990 року у місті Українка Київської області.
До 2000 року мешкала у Василькові, де навчалася в дитячій школі мистецтв і займалася в цирковій студії «Юність».
Закінчила музичну школу за спеціальністю академічний та естрадний вокал.
У 2012 році закінчила Київський національний університет театру, кіно і телебачення імені Івана Карпенка-Карого. Після навчання Хижняк працювала в Київському академічному театрі ляльок.
Розлучена, має сина. До 15 грудня 2023 мала прізвище Якушева, після розлучення повернула дошлюбне.
Дублює та озвучує фільми, серіали і мультфільми українською та російською мовами. Офіційний український голос Дейзі Рідлі та Алісії Вікандер.
2 березня 2020 року відбулася прем'єра телесеріалу «Спіймати Кайдаша», у якому Хижняк зіграла Мотрю Кайдаш.

## Фільмографія
| Рік       |   | Українська назва                   | Оригінальна назва          | Роль                            |
| --------- | - | ---------------------------------- | -------------------------- | ------------------------------- |
| 2019      | с | Кохання з закритими очима          | Любовь с закрытыми глазами | Катя (епізод)                   |
| 2020      | с | Спіймати Кайдаша                   |                            | Мотря Кайдаш (головна роль)     |
| 2020—2021 | с | Слід                               |                            | Катерина Червона (головна роль) |
| 2021      | с | Слов'яни                           |                            | Драга (епізод, голос)           |
| 2021      | с | Знайду пару коханому               |                            | Надія                           |
| 2022      | ф | Коза Ностра. Мама їде              |                            | дубляж                          |
| 2023      | с | Я — Надія                          |                            | фельдшер Олена Панкова          |
| 2023      | с | Перші дні                          |                            | мама Юля                        |
| 2024      | ф | Дон Жуан із Жашкова (постпродакшн) |                            | Аліна                           |
| 2024      | ф | Збори ОСББ                         |                            | Юля                             |
| 2025      | ф | Коли ти вийдеш заміж?              |                            | Лаура                           |
| 2025      | ф | Батьківські збори                  |                            |                                 |

## Дубляж
| Рік        | Назва                           | Роль                      |
| ---------- | ------------------------------- | ------------------------- |
| 2016       | Лелеки                          | Тюльпанка                 |
| 2016       | Світло між двох океанів         | Ізабель                   |
| 2015       | Екс-Машина                      | Єва                       |
| 2015       | Агенти А. Н.К. Л.               | Ґебі                      |
| 2015, 2019 | Зоряні війни: Епізоди 7 і 9     | Рей                       |
| 2015       | Дівчина з Данії                 | Лілі                      |
| 2016       | Дедпул                          | Еллі                      |
| 2016       | Джейсон Борн                    | Гізер Лі                  |
| 2016       | Велика стіна                    | Командор Лінь             |
| 2017       | Валеріан та місто тисячі планет | Лорелін                   |
| 2017       | Мумія                           | Аманет                    |
| 2017       | Гноми вдома                     | Клої                      |
| 2018       | Зачарований принц               | Ленора                    |
| 2018       | Аксель                          | Сара                      |
| 2018       | Коматозники                     | Софія                     |
| 2019       | Після                           | Тесса                     |
| 2019       | Мері Шеллі та Франкенштейн      | Мері                      |
| 2019       | За мрією                        | Вайолет                   |
| 2019       | Кролик Петрик (1, 2)            | Пушинка                   |
| 2019       | Правда або дія                  | Олівія                    |
| 2019       | Angry Birds 2                   | Сріблинка                 |
| 2020       | Трансформери: Бамблбі           | Чарлі                     |
| 2021       | В обіймах брехні                | Френсіс                   |
| 2022       | Людина-Павук (м/ф)              | Гвен                      |
| 2022       | Синя безодня 2                  | Міа                       |
| 2022       | Міа та білий лев                | Міа                       |
| 2022       | Захар Беркут                    | Мирослава                 |
| 2022       | Воно (1, 2)                     | Беверлі                   |
| 2022       | Чи вмієш ти зберігати секрети?  | Емма                      |
| 2022       | Щенячий патруль                 | Ві                        |
| 2023       | Весільний рік                   | Мара                      |
| 2023       | Вбивство у Східному Експресі    | Мері Дебенгем             |
| 2023       | Ножі наголо                     | Марта                     |
| 2023       | Фабрика мрій                    | Міла                      |
| 2023       | Їжак Сонік                      | Медді                     |
| 2023       | Мумії (м/ф)                     | Нефер                     |
| 2023       | Аркейн (1, 2)                   | Вайолет                   |
| 2023       | Моє прекрасне нещастя           | Еббі                      |
| 2024       | Міккі 17                        | Наша                      |
| 2025       | S.T.A.L.K.E.R. 2                | Береза, система сповіщень |

## Ролі в театрі
Продюсерські проєкти Євгена Олійника
- 2023 — «Основний інстинкт» — Лора, реж. Сергій Санін
- 2023 — рок-мюзикл «Голохвастов» — головна роль, Проня

## Цікаві факти
- Кастинг у серіал «Спіймати Кайдаша» змусив її почати вірити в акторські прикмети, оскільки вона молилася після прослуховування, щоб отримати роль[10].

## Зйомки в кліпах
«Дівчисько» гурт Фіолет (2022)
«Уяви собі» гурт Фіолет (2024)
«Тягне» Mari Cheba (2024)